# Ignition - Dieci secondi alla fine
Ignition – Dieci secondi alla fine (Ignition) è un film canadese-statunitense del 2001 diretto da Yves Simoneau.

## Trama
Conor Gallagher, ex marine degradato, è incaricato di proteggere la giudice Faith Mattis che, indagando su un caso assai scottante, è finita nel mirino d'un nutrito gruppo di militari di alto grado capeggiati dal generale del Pentagono Joel McAteer, che ha pianificato l'omicidio del Presidente degli Stati Uniti in occasione d'una visita a un centro spaziale.
In una corsa contro il tempo, Conor e Faith devono districarsi da una fitta rete di cospirazioni e tradimenti interni al Pentagono.